# Vaccinium rubescens
Vaccinium rubescens là một loài thực vật có hoa trong họ Thạch nam. Loài này được R.C. Fang miêu tả khoa học đầu tiên năm 1999.